# Agrypon leptideae
Agrypon leptideae là một loài tò vò trong họ Ichneumonidae.